# Mobile Fighter G Gundam
Autre
Mobile Fighter G Gundam, ou Mobile Fighting Legend G Gundam (機動武闘伝Gガンダム, Kidō Butōden Jī Gandamu) au Japon, est un anime japonais réalisé par Yasuhiro Imagawa en 1994, à l’occasion du 15e anniversaire de la franchise. C’est la première série Gundam à se dérouler dans un univers alternatif à l’Universal Century (le calendrier original) et à ne pas avoir été créée par Yoshiyuki Tomino. Les 49 épisodes sont diffusés sur TV Asahi du 22 avril 1994 au 31 mars 1995 ; la série n’a cependant jamais été exportée en français.
Mobile Fighter G Gundam présente une approche relativement différente des précédentes œuvres Gundam, incluant nombre d’éléments shōnen et abandonnant un peu le réalisme caractéristique des premières productions de Tomino.

## Synopsis
L’histoire se passe en l’an 60 du Futur Century. L’humanité a à cette époque largement colonisé l’espace, les ressources de la Terre ayant été fortement entamés. Chaque nation possède ainsi une colonie, et l’ordre mondial est réglé par un tournoi qui a lieu tous les quatre ans. Le déroulement est simple : les représentants de chaque nation s’affrontent dans des combats de mobile suit (appelés dans la série mobile fighter) ; le vainqueur donne le droit à son pays de gouverner toutes les colonies jusqu’au prochain tournoi.
L’histoire se déroule précisément lors du 13e tournoi, où nous suivons les traces du combattant de Neo-Japon, Domon Kasshu, et de son équipière et amie Rain Mikamura. Cependant, Domon s’est vu secrètement confier une seconde mission : se renseigner sur le Devil Gundam, une machine énigmatique volée à Neo-Japon plusieurs années auparavant. Surtout, le voleur n’est autre que le grand frère de Domon. On se rend ainsi compte qu’en toile de fond du tournoi officiel se noue une intrigue géopolitique entre d’une part la société secrète Shuffle Alliance, chargée de veiller sur l’humanité dans l’ombre, et un groupuscule mystérieux réuni autour du Devil Gundam.

## Personnages principaux
Ci-dessous sont listés les personnages principaux.
- Domon Kasshu (ドモン・カッシュ, Domonu Kasshu?) : personnage principal de la série, Domon est un combattant redoutable et déterminé, bien que peu loquace. Il est fortement attaché à Rain, son amie d’enfance, ainsi qu’à son maître d’arts martiaux légendaire nommé Master Asia. Pilote des Shining Gundam et God Gundam, il affrontera des ennemis de plus en plus fort pour se rapprocher de son frère.

- Rain Mikamura (レイン・ミカムラ, Rein Mikamura?) : amie d’enfance, partenaire et mécanicienne de Domon, elle agit comme un ressort émotionnel pour lui. D’ailleurs, elle en tombe plus ou moins secrètement amoureuse.

- Kyōji Kasshu (キョウジ・カッシュ?) : grand frère de Domon, Kyōji a construit quelques années plus tôt avec son père le Devil Gundam, censé régénérer la Terre. Cependant, l’expérience a mal tourné et il se retrouve submergé par l’I.A. de la machine. Durant l’histoire, il parvient à imprégner sa volonté dans une sorte d’androïde nommé Schwarz Bruder.

- Master Asia (マスター・アジア, Masutā Ajia?) : Master Asia est un maître d’arts martiaux, probablement le plus puissant combattant du monde au début de la série (il a d’ailleurs remporté le 12e tournoi). Cependant, ses ambitions sont obscures et ses actes plutôt imprévisibles, y compris pour Domon, son élève.

## Commentaire

### Un Gundam «shōnen»
Mobile Fighter G Gundam est aujourd’hui considérée comme une série à part de la franchise, tant elle diffère des autres. En effet, l’histoire se rapproche plus du genre shōnen (insistant sur les arts martiaux et le dépassement de soi) avec une résurgence de l’école des « super robots »,. De plus, le ton est plus léger et verse facilement dans la caricature, les stéréotypes (y compris au niveau des dessins) ou l’action pure. Le scénario se retrouve ainsi bien loin des premières productions de Tomino, dominées par le réalisme et la guerre, si bien que G Gundam n’a rencontré qu’un succès très mitigé. Le scénario apporte néanmoins quelques touches de maturité à travers l’amour émouvant de Rain ou le thème de la machine consumant l’homme.
G Gundam se pose aussi comme une nouvelle tentative de remise à zéro après l’Universal Century, à la suite de l’échec relatif de Mobile Suit Gundam F91 : l’histoire se passe dans un autre univers et c’est la première série non réalisée par Tomino (il y avait néanmoins eu des précédents sous forme d’OAV). Cependant, ce type de séries parallèles sera parfois critiqué pour la prépondérance des impératifs économiques au détriment de la qualité scénaristique.

### Influences
Les influences d’Imagawa (le réalisateur) sont différentes de Tomino, avec en premier lieu le cinéma d’action hongkongais, notamment les écoles modernes de wuxia et de kung-fu des années 1970 – on retrouve cela dans Giant Robo: The Day the Earth Stood Still, autre travail d’Imagawa. Dans une série d’interviews, ce dernier explique que le tohofuhai (l’art martial pratiqué par le héros) est très performant parce que ce n’est pas un style figé et bien défini, mais un art en évolution regroupant les meilleurs éléments de divers autres styles. En ce sens, l’approche est similaire au jeet kune do créé par Bruce Lee. Le principe du tournoi de robots à la manière de gladiateurs évoque aussi Robot Jox de Stuart Gordon sorti cinq ans plus tôt en 1989.
Enfin, plusieurs mobile suits des précédentes séries de la franchise (de Mobile Suit Gundam à Victory Gundam) apparaissent dans la bataille finale de G Gundam ; le Gundam Wing XXXG-01W y fait en outre une apparition, alors que la série éponyme n’était même pas encore sortie. D’autres séries y sont aussi représentées : Zambot 3, Daitarn 3 et Aura Battler Dunbine (toutes des séries réalisations de Tomino). Aucune de ces machines ne joue un rôle significatif, elles constituent juste un clin d’œil envers les fans de la première heure (G Gundam devant marquer le 15e anniversaire de la franchise).

### Réception
G Gundam sort le 22 avril 1994 (trois prologues à visée publicitaire avaient cependant été diffusés dès le 1er avril 1994). Comme dit plus haut, la série ne trouva pas vraiment son public, faute à un décalage trop important avec le ton habituel de la franchise ; selon le magazine Weekly the Television, elle ne réunit en moyenne que 4.1 % des parts d’audience lors de sa première diffusion.
La série a également été diffusée aux États-Unis sur Cartoon Network en 2002, mais le public français dut attendre 2017 pour qu'elle arrive sur la plateforme Crunchyroll.

## Fiche technique
Cette fiche est réalisée d’après les informations fournies par Bandai, Anime News Network et l’IMDb.
- Genre : anime
- Origine :  Japon
- Première diffusion : du 22 avril 1994 au 31 mars 1995
- Format : 50 épisodes de 24 minutes

### Équipe de réalisation
- Réalisation : Yasuhiro Imagawa
- D’après l’œuvre de : Hajime Yatate, Yoshiyuki Tomino
- Scénario : Fumihiko Shimo, Fuyunori Gobu, Hiroaki Kitajima, Ken Oketani, Ryota Yamaguchi
- Musiques : Kouhei Tanaka
- Character design : Hiroshi Osaka
- Direction artistique : Junichi Higashi
- Direction de l’animation : Hiroki Sugano, Hiromitsu Morishita, Hirotoshi Satou, Ken Ootsuka, Koji Ousaka, Nobukazu Sakuma, Nobuyoshi Nishimura, Shinichi Sakuma, Takahiro Kimura, Takuro Shinbo, Tōru Yoshida
- Conception des mechas : Hajime Katoki, Kimitoshi Yamane, Kunio Ōkawara
- Direction du son : Yasuo Uragami
- Direction de la photographie : Yoichi Ogami
- Production : Masahiko Minami, Masuo Ueda, Yoshiaki Koizumi
- Studio : Sunrise

### Doublage
- Domon Kasshu : Tomokazu Seki
- Rain Mikamura : Yuri Amano
- Stalker / Master Asia : Yōsuke Akimoto
- Chibodee Crocket : Yoshitada Otsuka
- Sai Saici : Kappei Yamaguchi
- Argo Gulskii : Hidenari Ugaki
- George de Sand : Takumi Yamazaki
- Allenby Beardsley : Narumi Hidaka
- Andrew Graham : Masashi Sugawara
- Karato : Shin Aomori
- Docteur Mikamura : Motomu Kiyokawa
- Gentle Chapman : Kazuhiro Nakada
- Keiun : Saburo Kamei
- Zuisen : Tatsuyuki Ishimori
- Major Ulube Ishikawa : Nobuo Tobita
- Michelo Chariot : Kyosei Tsukui
- Nastasha Zabigov : Mari Yokoo
- Raymond Bishop : Kazuo Oka
- Schwarz Bruder / Kyoji Kasshu : Hideyuki Hori
- Wong Yunfat : Koichi Hashimoto
- Docteur Kasshu : Kinryu Arimori

### Génériques
Génériques d’ouvertures
1. Flying In The Sky de Yoshifumi Ushima (épisodes 1 à 25)
2. Trust You Forever de Yoshifumi Ushima (épisodes 26 à 49)

Génériques de fin
1. Umi Yori Mo Fukaku (Plus profondément que la mer) de Etsuko Sai (épisodes 1 à 25)
2. Kimi No Naka No Eien (L’éternité en toi) de Inoue Takehide (épisodes 26 à 49)

### Liste des épisodes
| No | Titre traduit en français                                           | Titre japonais                                         | Titre japonais | Date de 1re diffusion |
| No | Titre traduit en français                                           | Kanji                                                  | Rōmaji         | Date de 1re diffusion |
| -- | ------------------------------------------------------------------- | ------------------------------------------------------ | -------------- | --------------------- |
| 1  | Que le Gundam Fight commence ! Le Gundam tombé sur Terre            | G(ガンダム)ファイト開始!地球に落ちたガンダム           |                | 22 avril 1994         |
| 2  | Retentis ! Le poing fatal saisisseur du rêve                        | 唸れ!夢を掴んだ必殺パンチ                              |                | 9 avril 1994          |
| 3  | Terrasse ! Le maléfique Dragon Gundam                               | 倒せ!魔神ドラゴンガンダム                              |                | 6 mai 1994            |
| 4  | Défie ! Le chevalier à la rose écarlate                             | いざ勝負!真紅のバラの貴公子                            |                | 13 mai 1994           |
| 5  | Évade-toi ! Le Gundam Fighter emprisonné                            | 大脱走!囚われのガンダムファイター                      |                | 20 mai 1994           |
| 6  | Bats-toi, Domon ! Le ring, c’est la Terre                           | 闘えドモン!地球がリングだ                              |                | 27 mai 1994           |
| 7  | Approche ! Une fuite à corps perdu                                  | 来るなら来い!必死の逃亡者                              |                | 3 juin 1994           |
| 8  | Il attaque ! La vengeance de la police spatiale                     | 仇は討つ!復讐の宇宙刑事                                |                | 10 juin 1994          |
| 9  | Quel ennemi formidable ! Le challenge du héros Chapman              | 強敵!英雄チャップマンの挑戦                            |                | 17 juin 1994          |
| 10 | Terreur ! Le Fighter fantôme apparaît                               | 恐怖!亡霊ファイター出現                                |                | 24 juin 1994          |
| 11 | Retrouvailles sous la pluie... Following Rain                       | 雨の再会...フォーリング・レイン                        |                | 1er juillet 1994      |
| 12 | Son nom est l’Invaincu d’Orient ! Voilà Master Asia                 | その名は東方不敗!マスター・アジア見参                  |                | 8 juillet 1994        |
| 13 | Situation critique ! Cinq Gundam à combattre                        | 大ピンチ!敵は5大ガンダム                               |                | 15 juillet 1994       |
| 14 | Inconcevable ! Le Shining Finger a été vaincu                       | 衝撃!シャイニング・フィンガー敗れたり                  |                | 22 juillet 1994       |
| 15 | La marque des guerriers ! Adieu, Ligue Shuffle                      | 戦士の称号!さらばシャッフル同盟                        |                | 29 juillet 1994       |
| 16 | Le plus puissant ! Le Devil Gundam entre en scène                   | 最強最悪!デビルガンダム現わる                          |                | 5 août 1994           |
| 17 | Confrontation ! Le mystérieux Fighter masqué                        | 対決!謎の覆面ファイター                                |                | 12 août 1994          |
| 18 | Vole leur secret ! Le complot des belles                            | 必殺技を盗め!美女軍団の大作戦                          |                | 19 août 1994          |
| 19 | Combat féroce ! Dragon Gundam contre Bolt Gundam                    | 激闘!ドラゴンガンダム対ボルトガンダム                  |                | 26 août 1994          |
| 20 | George, écrase le cauchemar !                                       | ジョルジュよ、悪夢を打ち砕け!                          |                | 2 septembre 1994      |
| 21 | Les finales arrivent ! Plus que trois jours                         | 決勝迫る!タイムリミット3日前                           |                | 9 septembre 1994      |
| 22 | Les liens des guerriers ! Qu’ils déchirent la toile maléfique       | 戦士の絆!デビル包囲網を突破せよ                        |                | 16 septembre 1994     |
| 23 | Un affrontement prédestiné ! Domon contre le Devil Gundam           | 宿命の闘い!ドモン対デビルガンダム                      |                | 23 septembre 1994     |
| 24 | Nouvelle lumière ! Le God Gundam est né                             | 新たなる輝き!ゴッドガンダム誕生                        |                | 30 septembre 1994     |
| 25 | Début des finales ! Les Gundam Fighter sont réunis                  | 決勝開幕!ガンダムファイター大集合                      |                | 7 octobre 1994        |
| 26 | Nouvelle arcane ! Le jaillissant God Finger                         | 新必殺技!爆熱ゴッド・フィンガー!!                      |                | 14 octobre 1994       |
| 27 | Courage, Domon ! Tu triompheras par tes amis                        | 頑張れドモン!友に捧げた大勝利                          |                | 21 octobre 1994       |
| 28 | Attention, Domon ! Le Fighter assassin t’a en ligne de mire         | 狙われたドモン!殺し屋ファイターの必殺剣                |                | 28 octobre 1994       |
| 29 | Forfait ? Le premier amour de Sai Saici                             | 試合放棄!?恋にドキドキ、サイ・サイシー                 |                | 4 novembre 1994       |
| 30 | Le ravissant Fighter ! Dangerous Allenby                            | 美少女ファイター!デンジャラス・アレンビー              |                | 11 novembre 1994      |
| 31 | Le sortilège du clown ! Gundam Maxter en colère                     | ピエロの幻惑!怒れガンダムマックスター                  |                | 18 novembre 1994      |
| 32 | Dangereux piège ! L’attaque en traître du Neros Gundam              | 危険な罠!ネロスガンダムの大逆襲                        |                | 25 novembre 1994      |
| 33 | Suppôt de Satan ! Chapman est de retour                             | 地獄からの使者!チャップマン復活                        |                | 2 décembre 1994       |
| 34 | Relève-toi, Domon ! Le double furieux                               | 立てドモン!嵐を呼ぶタッグマッチ                        |                | 9 décembre 1994       |
| 35 | L’heure de vérité ! L’incandescent Machinegun Punch                 | 決着の時!豪熱マシンガンパンチ                          |                | 16 décembre 1994      |
| 36 | L’honneur du chevalier ! On a volé le Gundam Rose                   | 騎士の誇り!奪われたガンダムローズ                      |                | 23 décembre 1994      |
| 37 | Le seul et unique papillon météore ! Enflamme-toi, Dragon Gundam !  | 真・流星胡蝶剣!燃えよドラゴンガンダム                  |                | 6 janvier 1995        |
| 38 | Domon contre Algo ! L’attaque du Bolt Gundam                        | ドモン対アルゴ!突撃ボルトガンダム                      |                | 13 janvier 1995       |
| 39 | Sekiha Tenkyōken ! Duel avec Master Asia                            | 石破天驚拳!決闘マスター・アジア                        |                | 20 janvier 1995       |
| 40 | Combat à mort ! Le dernier match de Schwartz                        | 非情のデスマッチ!シュバルツ最終決戦                    |                | 27 janvier 1995       |
| 41 | Que le Battle Royale commence ! La résurrection du Devil Gundam     | バトルロイヤル開始!復活のデビルガンダム                |                | 3 février 1995        |
| 42 | L’attaque des quatre rois célestes ! Gundam Heaven’s Sword          | 強襲四天王!ガンダムヘブンズソード                      |                | 10 février 1995       |
| 43 | Lutte pour la victoire ! L’ambuscade du Grand Gundam                | 獅王争覇!グランドガンダム迎撃作戦                      |                | 17 février 1995       |
| 44 | Schwartz est tombé ! L’attaque des larmes de Domon                  | シュバルツ散る!ドモン涙の必殺拳                        |                | 24 février 1995       |
| 45 | Adieu, maître. Master Asia s’en va à l’aube                         | さらば師匠!マスター・アジア、暁に死す                  |                | 3 mars 1995           |
| 46 | Rain est en danger ! Le Devil Gundam est toujours là                | レインの危機!デビルガンダムふたたび                    |                | 10 mars 1995          |
| 47 | Devil Colony activé ! La charge de la ligue Shuffle                 | デビルコロニー始動!大進撃シャッフル同盟                |                | 17 mars 1995          |
| 48 | SOS Terre ! Les Gundam alliés décollent                             | 地球SOS!出撃ガンダム連合!!                             |                | 24 mars 1995          |
| 49 | Victoire du G Gundam ! Vers un avenir empli d’espoir... Ready, Go ! | G(ゴッド)ガンダム大勝利!希望の未来へ..レディ・ゴーッ!! |                | 31 mars 1995          |

Note : la série n’étant jamais parue en français, les titres sont des traductions officieuses.

## Autres médias
La série est adaptée dès 1994 en trois mangas par Kōichi Tokita, ainsi qu’en nouvelle en 1995 par Yoshitake Suzuki. Plusieurs histoires parallèles sont aussi écrites entre 1994 et 1997. Un jeu vidéo de combat en est aussi tiré en 1994 sur Super Nintendo : Kidō Butoden G Gundam. De plus, les personnages de G Gundam apparaissent dans divers autres jeux tels que Dynasty Warriors: Gundam, Dynasty Warriors: Gundam 2, et Super Robot Wars.
Enfin, à la fin du troisième album extrait de la bande originale se trouve un court sketch audio dans lequel les principaux protagonistes assistent à un film basé sur leur histoire.